# Inteligencia cultural

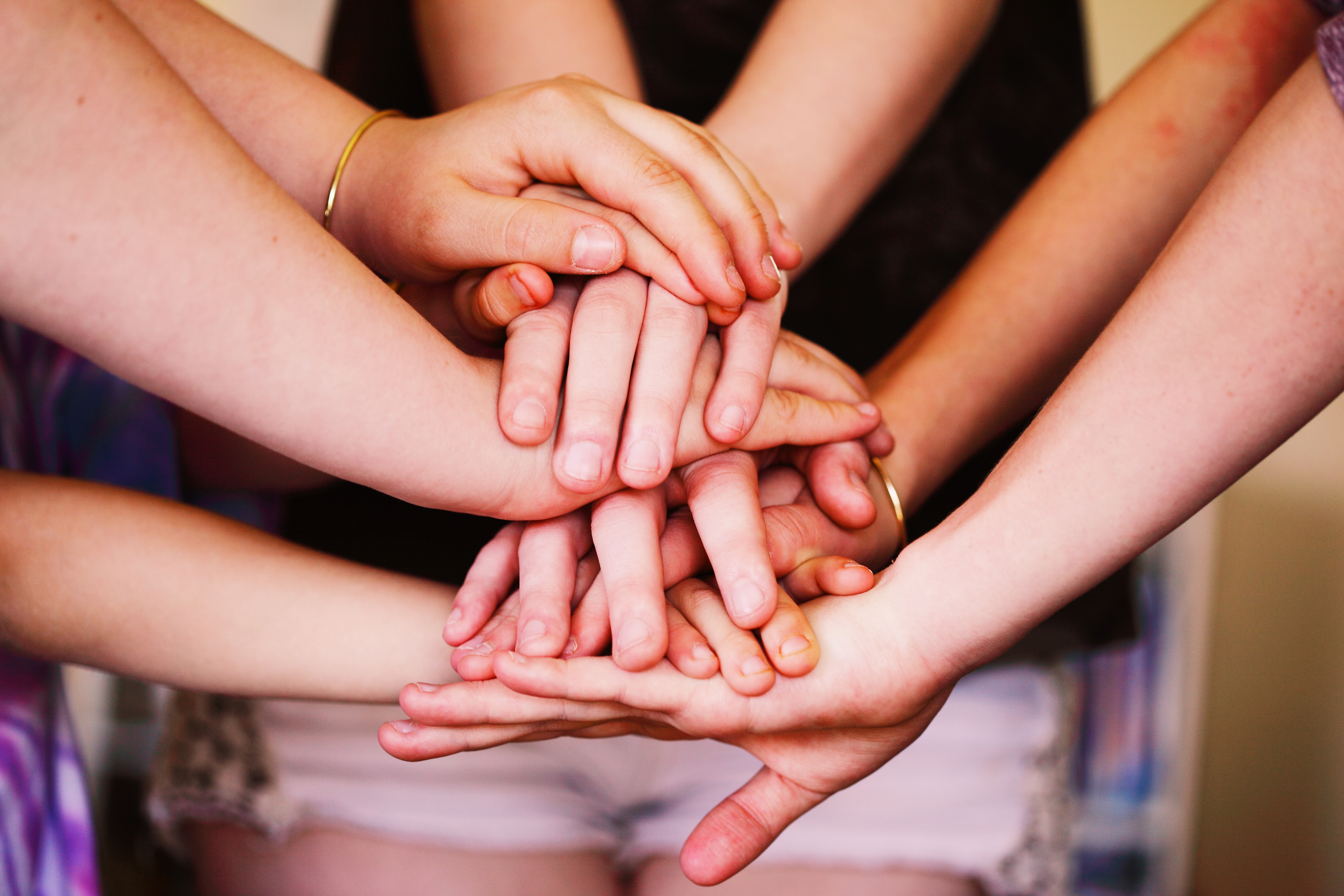
Inteligencia cultural

La inteligencia cultural o cociente cultural (CQ) es la capacidad de relacionarse y trabajar de manera efectiva entre culturas. Guarda similitud con el término agilidad cultural. El término se ha utilizado en contextos empresariales, educativos, gubernamentales y de investigación académica. Originalmente, el término inteligencia cultural y la abreviatura "CQ" fue desarrollada por la investigación realizada por Christopher Earley (2002) y Earley y Soon Ang (2003). Durante el mismo período, los investigadores David Thomas y Kerr Inkson también trabajaron en un marco complementario para el CQ. Unos años más tarde, Ang Soon y Linn Van Dyne trabajaron en el desarrollo para la escala del del CQ como una forma basada en la investigación de medir y predecir el desempeño intercultural.
El término es relativamente reciente: P. Christopher Earley y Soon Ang dieron las primeras definiciones y estudios de los conceptos en el libro Cultural Intelligence: Individual Interactions Across Cultures (2003). David Livermore desarrolló el concepto más a detalle en su libro Leading with Cultural Intelligence. El concepto está relacionado con el de competencia transcultural pero va más allá de eso porque se focaliza en las capacidades interculturales como una forma de inteligencia que se puede medir y desarrollar. 
Según Earley, Ang y Van Dyne, la inteligencia cultural se puede definir como "la capacidad de una persona para adaptarse a medida que interactúa con otros de diferentes regiones culturales", y tiene aspectos conductuales, motivacionales y metacognitivos. Sin inteligencia cultural, tanto los actores comerciales como militares que buscan involucrar a los extranjeros, son susceptibles de verse reflejados.
La inteligencia cultural o CQ se mide en una escala, similar a la que se usa para medir el cociente de inteligencia de un individuo. Se considera que las personas con un CQ más altos son más capaces de integrarse con éxito en cualquier entorno, utilizando prácticas comerciales más efectivas, que aquellas con un CQ más bajo. 
El CQ se evalúa utilizando la evaluación validada académicamente creada por Linn Van Dyne y Soon Ang. Tanto las autoevaluaciones como las evaluaciones de múltiples evaluadores están disponibles a través del Centro de Inteligencia Cultural en East Lansing, Míchigan, y el Centro pone la Escala el CQ a disposición de otros investigadores académicos sin cargo. La investigación demuestra que el CQ es un predictor consistente del desempeño en entornos multiculturales. 
La investigación sobre inteligencia cultural ha sido citada y revisada por pares en más de setenta revistas académicas. La investigación y aplicación de la inteligencia cultural está siendo impulsada por el Centro de Inteligencia Cultural en los EE. UU. y la Escuela de Negocios Nanyang en Singapur. 
Liliana Gil Valletta,  posee la marca registrada del término desde 2013, se han realizado investigaciones y aplicaciones adicionales de la inteligencia cultural, definida como la capacidad de conocer, comprender y aplicar la competencia cultural en las decisiones comerciales cotidianas. Gil Valletta ha ampliado la definición de la inteligencia cultural en una capacidad que genera una ventaja comercial al convertir las tendencias culturales en beneficios e impacto en las pérdidas y ganancias. 
Desde 2010, la firma CIEN+ y la plataforma de ciencia de datos Culturintel, es la primera que utiliza herramientas de inteligencia artificial y big data para informar medidas de inteligencia cultural y permitir que las corporaciones integren la inclusión para el crecimiento empresarial.